# Egid Filek von Wittinghausen
Egid Filek von Wittinghausen (auch Egid Filek bzw. E. Witting; * 18. Januar 1874 in Wien; † 20. April 1949 ebenda) war ein österreichischer Schriftsteller.

## Leben
Egid Filek studierte Jus und Philosophie; er schloss mit dem Dr. phil. ab. Von Beruf war er Gymnasiallehrer, zunächst in Iglau, 1900 in Brünn und ab 1904 in Wien. 1922 trat er in den Ruhestand. Er war mit Boda Maria Kreutzer verheiratet. Seit Anfang des 20. Jahrhunderts war Filek auch als Schriftsteller tätig. 1898–1908 leitete er die Jugend-Zeitschrift Gaudeamus, 1917 die Pfadfinder-Zeitschrift Jung-Österreich. 1916 hielt er bei der Gründungsfeier des Volksbildungsinstituts Apolloneum im Saal des seit 1873 aktiven Vereins des Literaturfreunde in Wien die Eingangsrede über Wesen und Werk der Volksbildung. 
Nach seinem Tode wurde Filek-Wittinghausen auf dem Wiener Zentralfriedhof beigesetzt.

## Leistung
Egid Filek verfasste als Schriftsteller Erzählungen und Romane, die sich neben Zeitfragen vor allem mit historischen Themen Wiens und Österreichs befassen. Daneben schrieb er einige Heimat- und Landschaftsbücher, die sich weiter Verbreitung und großer Beliebtheit erfreuten.

## Werke und Schriften
- Ort und Zeit der Schlacht bei Zama. Carl Gerold’s Sohn, Wien 1897
- Friaul und seine Enclaven. Carl Fromme, Wien 1898
- Die österreichische Geschichte. Verlag für Kunst und Wissenschaft, Leipzig 1899
- Hydrographie des Viertels ober dem Wienerwald. Iglau 1899
- Mein Frühling. Novelle. 1900
- Austerlitz. Eine historische Studie. Brünn 1901
- Fresken. Carl Winiker, Brünn 1903
- Skizzen. 1903
- Maturitätsfragen aus Geschichte und Vaterlandskunde. Franz Deuticke, Wien 1905
- Die geographischen Anschauungen des Titus Lucretius Carus. Ein Beitrag zur Geschichte der Geographie. Wien 1910
- Ein Narr des Herzens. Roman. 1910
- Mimis Versorgung. Roman. Vita, Berlin 1913 (Problem des Frauenstudiums)
- Das schwarze Täschchen. Klagenfurt 1918
- Wachtmeister Pummer. Roman. Ullstein, Berlin 1918
- Anakreons Grab. Novelle. 1918 (über Hugo Wolf)
- Wo Dieter die Heimat fand. Geschichtliche Erzählung. Österreichischer Schulbücherverlag, Wien 1920 (Hussitenzeit)
- Die wundersame Wandlung des Herrn Melander. Carl Ronegen, Wien 1921 (Roman aus der Schwedenzeit)
- Der schwarze Strich. Eine Grillparzergeschichte. Wien 1922
- Die Jungfern von Paulowitz. Novelle. Mosaik Verlag, Berlin 1923
- Wanderungen im steirischen Ennstal. Von Selztal bis Schladming. Ein Heimatbuch. Österreichischer Schulbücherverlag, Wien 1924
- Wienerwald. Ein Landschaftsbuch. Österreichischer Schulbücherverlag, Wien 1924
- Ein fröhliches Rax-Büchlein. Mödlinger Nachrichten-Verlag, Mödling 1925
- Vom Glück der armen Teufel. Novellen. A. Hartleben’s, Wien-Leipzig 1925 – Österreichische Bücherei 11/2A
- Gustav Jahn. Ein Maler- und Bergsteigerleben. Eckart-Verlag, Wien 1927
- Vom Semmering nach Bozen. Ein Wanderbuch durch unsere Alpentäler. Reichenstein-Verlag, Wien 1928
- Verwirrung in Magdalenenbad. Roman. Franke, Berlin 1939
- Besinnliche Wachaufahrt. Wiener Verlag Ernst Sopper & Karl Bauer, Wien 1944
- Komm mit nach Schönbrunn. Wiener Verlag Ernst Sopper & Karl Bauer, Wien 1944
- Stadt in Not. Roman. Wiener Verlag, Wien 1947 (Roman um die Türkenbelagerung Wiens)
- Novellen um Grillparzer. Länderverlag, Linz 1948
- Komm mit in die Wachau. Wiener Verlag, Wien 1948
- Komm mit in den Wienerwald. Wiener Verlag, Wien 1949